# Parc provincial de l'Aconcagua
Le parc provincial de l'Aconcagua (en espagnol : Parque Provincial Aconcagua) est une réserve naturelle au nord-est de la province de Mendoza en Argentine. Il est situé dans le département de Las Heras et à 165 km de Mendoza.

### Articles connexes

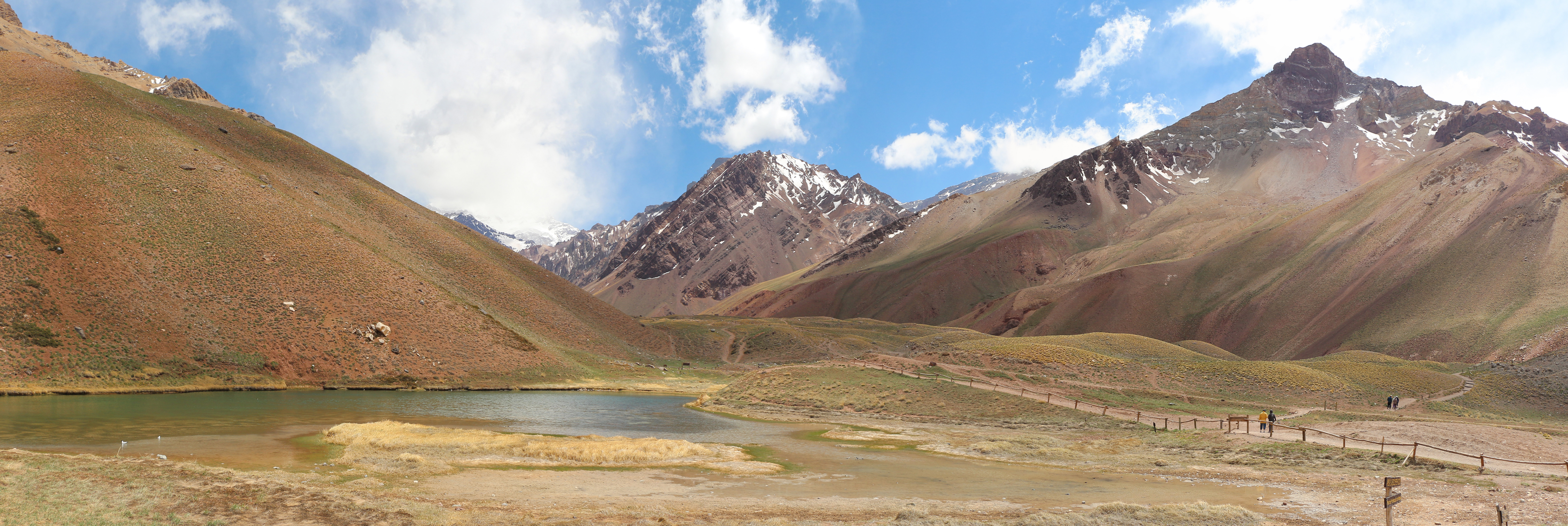
Parc provincial de l'Aconcagua